# Осиновский ландшафтный заказник
Осиновский ландшафтный заказник — ландшафтный заказник местного значения. Расположен в Ширяевском районе Одесской области, вблизи села Осиновка.
Площадь 531,0 га. Заказник создан в 1980 г. по решению облисполкома от 30 декабря 1980 г. № 795, переутверждены решением облисполкома от 02.10.84 № 493. Границы заказника регламентируются распоряжением Ширяевской районной государственной администрации от 16 июля 2008 г. № 244.
Заказник расположен в 1 и 2 кварталах Ширяевского лесничества Ширяевского лесхоза, на территории урочища Осиновское. Создан для охраны искусственного лесного массива, высаженного на эродированных землях, который имеет природоохранное и рекреационное значение. На территории заказника растут характерные для этой зоны породы деревья и кустарники. Согласно данным экологического обследования 2003 года заказник расположен в кварталах 13-20 (согласно последнему лесоустройством), и находится в удовлетворительном состоянии.